# Autostrada A30 (Italia)
L'autostrada A30 è un'autostrada che collega Caserta a Salerno, distaccandosi dall'autostrada A1 presso Caserta e immettendosi senza soluzione di continuità nell'autostrada A2 del Mediterraneo presso Fisciano. Lunga 55,3 km, è interamente gestita da Autostrade per l'Italia.

## Descrizione
È costituita da due carreggiate da tre corsie più corsia di emergenza per senso di marcia e ha una lunghezza di 55,3 km. Ha un tracciato rettilineo e pianeggiante.
Collega l'Autostrada A1 col raccordo di Avellino e con l’Autostrada A2, permettendo di evitare il nodo di Napoli per chi va o proviene dalla Basilicata e dalla Calabria; nei pressi di Nola incrocia l'Autostrada A16 da e per la Puglia.

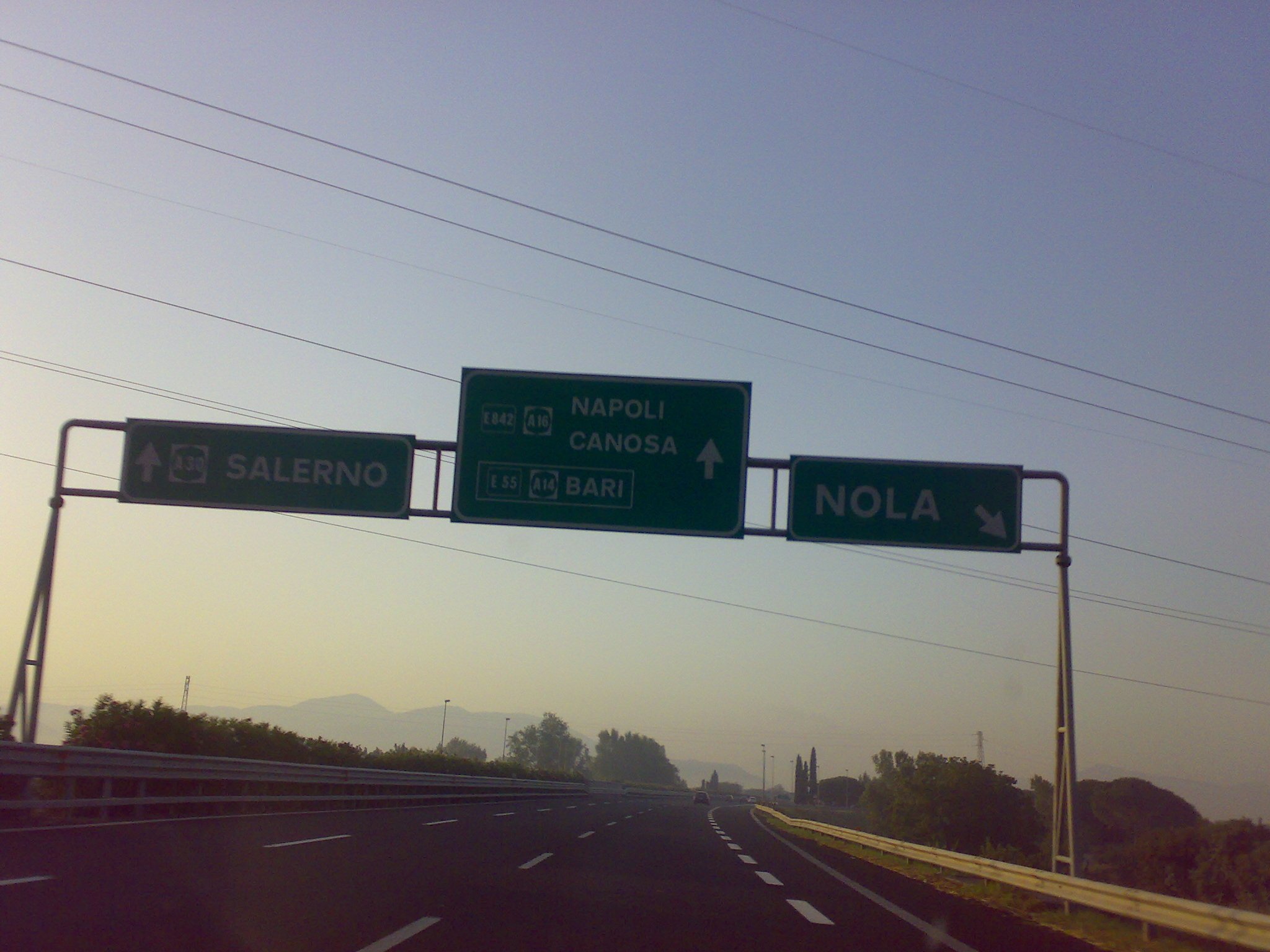
Lo svincolo di Nola

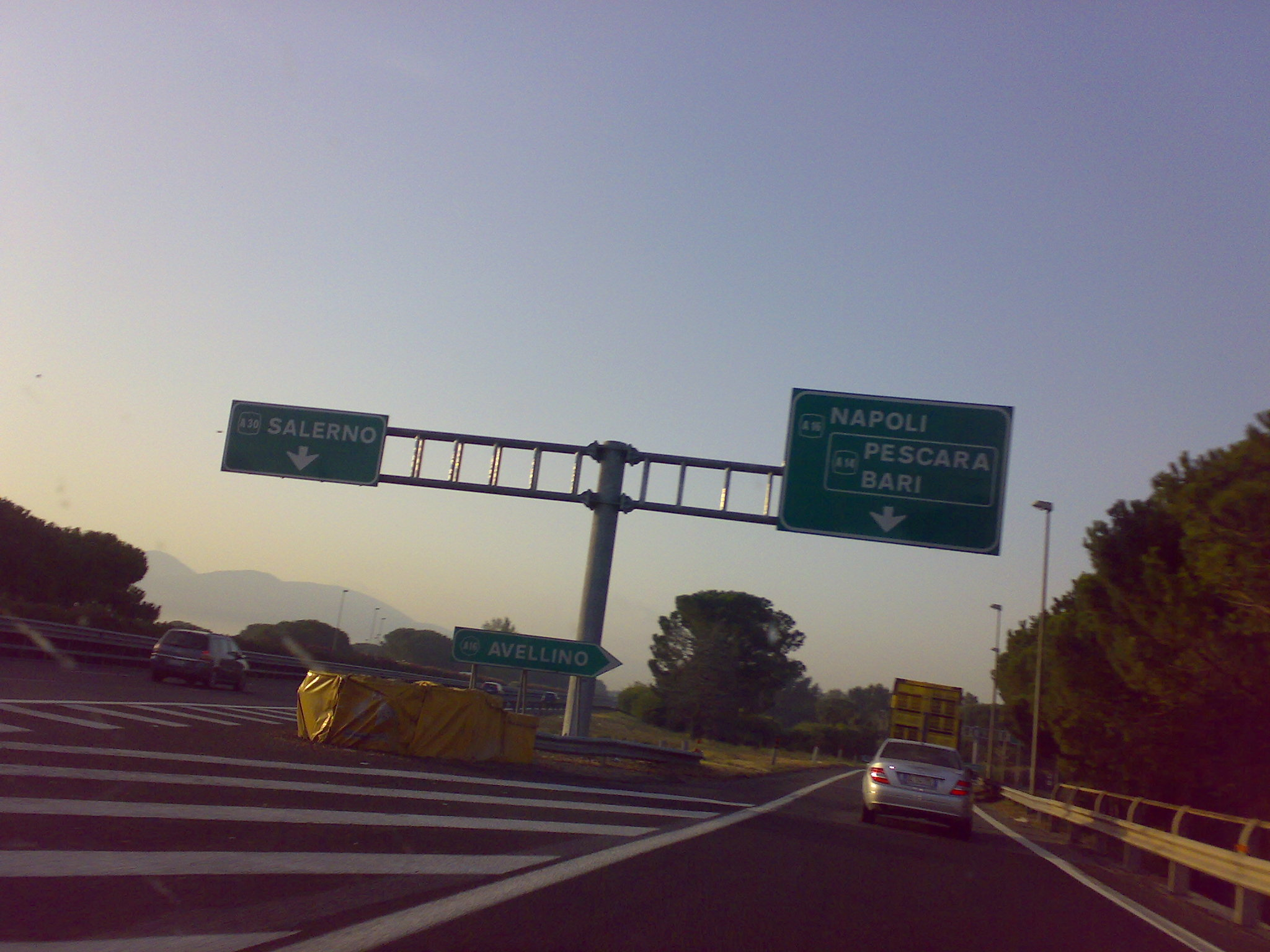
Ventesimo km, in cui la A30 interseca la A16 Napoli-Canosa

## Storia
Questa breve autostrada fu costruita per decongestionare la parallela e insufficiente A3 Napoli-Pompei-Salerno. Si scelse di partire dall'A1 poco a sud dell'attuale ultima area di servizio, ovvero San Nicola ovest. I primi 20 km da Caserta a Nola vennero aperti al traffico il 1º luglio 1975.
Il 5 maggio dell'anno successivo seguì la tratta successiva fino a Salerno, di 35,4 km di lunghezza; il viadotto Sarno fu inizialmente aperto a carreggiata unica, in attesa del completamento della carreggiata sinistra che fu aperta nel luglio del 1977.
Nei progetti iniziali originariamente doveva arrivare a Fratte e collegarsi direttamente all'A2 nel tratto Salerno-Reggio Calabria. L'ANAS però all'epoca non concesse gli ultimi 8 km, di conseguenza per adattarsi ai volumi di traffico che viaggiavano dal nord verso il sud preferì migliorare il tratto stradale tra Fisciano e Salerno che all'epoca era superstrada. Si procedette all'ampliamento dalle due singole carreggiate prive di corsia di emergenza a due carreggiate più quella di emergenza trasformandola così in un raccordo autostradale (RA2) insieme al tratto Fisciano-Avellino, rimasto a caratteristiche superstradali.
Dal 13 giugno 2017, il tratto Fisciano - Salerno, perse la denominazione di RA2 ed è divenuto ufficialmente autostrada (come previsto inizialmente ma non concesso da subito anche se con caratteristiche per divenire tale) conseguendo il nome, assieme alla restante parte da Salerno a Reggio Calabria, di A2 del Mediterraneo.
L'autostrada sorge su un territorio piano, senza grossi problemi di orografia. Questo ne determinò una costruzione molto rettilinea, soprattutto nel primo tratto. Più a sud il tratto terminale dopo Castel San Giorgio presenta alcune gallerie prima del piazzale della Barriera Salerno-Mercato San Severino.
A causa della fiorente zona industriale di Nola, il casello fu spostato dalla A16 alla A30 per essere più vicino alle industrie, ma anche molto decentrato rispetto al paese.
Negli ultimi anni è stato completato il nuovo casello di Palma Campania, che si collega alla Strada statale 268 del Vesuvio e serve un bacino d'utenza molto ampio formato dai grossi paesi vesuviani. 
Inoltre è in fase di costruzione di un altro svincolo nei pressi di Maddaloni, che aprirà entro il 2024.

## Percorso
L'autostrada attraversa un territorio relativamente poco abitato e pianeggiante, a eccezione di Nola, e anche per questo è stata realizzata a 3 corsie più corsia d'emergenza già durante la costruzione. 
Nei pressi di Nola interseca la A16 dei Due Mari.
Con l'uscita di Palma Campania interseca il raccordo SS 268. 
Dopo l'uscita di Palma Campania, l'autostrada supera i paesi a monte del Vesuvio con alcune gallerie e viadotti per poi discendere la valle del Sarno sino a Mercato San Severino dove incontra la barriera finale di Salerno. 
A Fisciano, nei pressi dell'Università degli Studi di Salerno, interseca il RA2 di Avellino e termina innestandosi direttamente nell'A2 del Mediterraneo in direzione di Reggio Calabria, come da itinerario naturale nascente dalla A1 del Sole a Milano diretto a Villa San Giovanni e per la Sicilia. 

## Sistema Tutor
Nei tratti autostradali in direzione Salerno tra Nola dal km 17,2 e Castel San Giorgio al km 42,8 e nei tratti autostradali in direzione Caserta tra Nocera-Pagani dal km 41,0 e il bivio A30/A1 al km 1,3 la velocità è controllata elettronicamente attraverso il sistema di misurazione della velocità media Safety Tutor.

## Tabella percorso
| CASERTA - SALERNO |                                                                           |      |      |      |
| Tipo              | Indicazione                                                               | ↓km↓ | ↑km↑ | Area |
|                   | Milano - Napoli Caserta - Marcianise - Roma                               | 0,0  | 55,0 | CE   |
|                   | Maddaloni in costruzione                                                  | 4,0  | 51,0 | CE   |
|                   | Area di Servizio "Tre Ponti"                                              | 16,1 | 38,4 | NA   |
|                   | Nola di Terra di Lavoro                                                   | 18,6 | 35,9 | NA   |
|                   | Napoli - Canosa                                                           | 19,3 | 34,4 | NA   |
|                   | Palma Campania del Vesuvio San Gennaro Vesuviano - San Giuseppe Vesuviano | 30,2 | 24,4 | NA   |
|                   | Area di Servizio "Angioina"                                               | 33,1 | -    | NA   |
|                   | Sarno Striano - Poggiomarino                                              | 35,9 | 18,6 | SA   |
|                   | Nocera Inferiore - Pagani                                                 | 39,7 | 15,1 | SA   |
|                   | Castel San Giorgio                                                        | 44,1 | 10,5 | SA   |
|                   | Barriera Salerno                                                          | 49,7 | 5,3  | SA   |
|                   | Mercato San Severino                                                      | 51,8 | 3,2  | SA   |
|                   | Avellino di Avellino Università - Campus di Fisciano                      | 54,9 | -    | SA   |
|                   | del Mediterraneo Salerno - Reggio Calabria                                | 55,0 | 0,0  | SA   |